# Syzygium album
Syzygium album là một loài thực vật có hoa trong Họ Đào kim nương. Loài này được Q.F.Zheng miêu tả khoa học đầu tiên năm 1989.